# South Australian Open 1984
Il South Australian Open 1984 è stato un torneo di tennis giocato sull'erba. È stata l'8ª edizione del Torneo di Adelaide, che fa parte del Volvo Grand Prix 1984. Si è giocato ad Adelaide in Australia dal 17 al 24 dicembre 1984.

## Campioni

### Singolare
Peter Doohan ha battuto in finale  Huub van Boeckel con il punteggio di 1–6, 6–1, 6–4

### Doppio
Broderick Dyke /  Wally Masur hanno battuto in finale  Peter Doohan /  Brian Levine con il punteggio di 4–6, 7–5, 6–1